# C-Raf
RAF proto-onkogena serin/treoninska proteinska kinaza (proto-onkogen c-RAF ili c-Raf) je enzim koji je kod ljudi kodiran  genom. c-Raf protein funkcioniše u MAPK/ERK signal putu kao deo kaskade proteinskih kinaza. c-Raf je član familije Raf kinaza koje su serin/treonin-specifične proteinske kinaze.

## Funkcija
je MAP kinaza kinaza kinaza (MAP3K) koja deluje niže u signalnom putu od Ras potfamilije za membranu vezanih GTPaza za koje se direktno vezuje. Nakon aktivacije Raf-1 može da fosforiliše i time aktivira proteinske kinaze dualne specifičnosti MEK1 i MEK2, koje zatim, fosforilišu serin/treonin specifične proteinske kinaze ERK1 i ERK2. Aktivirane ERK kinaze su pleiotropni efektori ćelijske fiziologije i imaju važnu ulogu u kontroli izražavanja gena koji učestvuju u ćelijskoj deobi, apoptozi, diferencijaciji, i migraciji.

## Literatura
- Reed JC; Zha H; Aime-Sempe C;  . (1997). „Structure-function analysis of Bcl-2 family proteins. Regulators of programmed cell death”. Adv. Exp. Med. Biol. 406: 99—112. PMID 8910675.
- Geyer M, Fackler OT, Peterlin BM (2001). „Structure–function relationships in HIV-1 Nef”. EMBO Rep. 2 (7): 580—5. PMC 1083955 . PMID 11463741. doi:10.1093/embo-reports/kve141.
- Dhillon AS, Kolch W (2002). „Untying the regulation of the Raf-1 kinase”. Arch. Biochem. Biophys. 404 (1): 3—9. PMID 12127063. doi:10.1016/S0003-9861(02)00244-8.
- Greenway AL; Holloway G; McPhee DA;  . (2004). „HIV-1 Nef control of cell signalling molecules: multiple strategies to promote virus replication”. J. Biosci. 28 (3): 323—35. PMID 12734410. doi:10.1007/BF02970151.
- Herbert  Chen; Muthusamy  Kunnimalaiyaan; Jamie J. Van  Gompel (2006). „Medullary thyroid cancer: the functions of raf-1 and human achaete-scute homologue-1”. Thyroid. 15 (6): 511—21. PMID 16029117. doi:10.1089/thy.2005.15.511.
- Nicholas C. Price; Lewis Stevens (1999). Fundamentals of Enzymology: The Cell and Molecular Biology of Catalytic Proteins (Third изд.). USA: Oxford University Press. ISBN 019850229X.
- Eric J. Toone (2006). Advances in Enzymology and Related Areas of Molecular Biology, Protein Evolution (Volume 75 изд.). Wiley-Interscience. ISBN 0471205036.
- Branden C; Tooze J. Introduction to Protein Structure. New York, NY: Garland Publishing. ISBN 0-8153-2305-0.
- Irwin H. Segel. Enzyme Kinetics: Behavior and Analysis of Rapid Equilibrium and Steady-State Enzyme Systems (Book 44 изд.). Wiley Classics Library. ISBN 0471303097.

## Spoljašnje veze
- c-raf+Proteins на 
- Dijagrami